# Петрушенко (разъезд)
Петрушенко — разъезд (населённый пункт) в Омском районе Омской области России. Входит в состав Дружинского сельского поселения. Население 227 чел. (2010) .
Основан в 1909 г. .

## История
Основан в 1909 г. В 1928 г. разъезд № 55 состоял из 17 хозяйств, основное население — русские. В составе Мельничного сельсовета Любинского района Омского округа Сибирского края.
В соответствии с Законом Омской области от 30 июля 2004 года № 548-ОЗ «О границах и статусе муниципальных образований Омской области» населённый пункт вошёл в состав образованного муниципального образования «Дружинское сельское поселение». 

## География
Находится  на юге центральной части региона, в лесостепной полосе Барабинской низменности, относящейся к Западно-Сибирской равнине.
Абсолютная высота — 91 м. над уровнем моря.

## Население
| 2006 | 2010 |
| ---- | ---- |
| 207  | ↗227 |

Гендерный состав
По данным Всероссийской переписи населения 2010 года в гендерной структуре населения из 227 человек мужчин — 112, женщин — 115	(49,3 и 50,7 % соответственно)
Национальный состав
В 1928 г. основное население — русские.
Согласно результатам переписи 2002 года, в национальной структуре населения русские составляли 87 % от общей численности населения в 233 чел..

## Инфраструктура
Железнодорожный обгонный пункт Петрушенко, путевое хозяйство.

## Транспорт
Просёлочные дороги. Автомобильный и железнодорожный транспорт.